# Seznam evroposlancev iz Nizozemske (2004–2009)
Seznam evroposlancev iz Nizozemske v mandatu 2004–2009.

## Seznam

### B
- Bastiaan Belder (Samostojnost in demokracija)
- Thijs Berman, Delavska stranka Nizozemske (Stranka evropskih socialistov)
- Johannes Blokland (Samostojnost in demokracija)
- Emine Bozkurt, Delavska stranka Nizozemske (Stranka evropskih socialistov)
- Kathalijne Buitenweg, Zelena levica Nizozemske (Skupina Zelenih-Evropska svobodna zveza)

### C
- Dorette Corbey, Delavska stranka Nizozemske (Stranka evropskih socialistov)

### D
- Bert Doorn, Krščanski demokratični poziv (Evropska ljudska stranka - Evropski demokrati)

### E
- Camiel Eurlings, Krščanski demokratični poziv (Evropska ljudska stranka - Evropski demokrati)

### G
- Els de Groen-Kouwenhoven, Europa Transparant (Skupina Zelenih-Evropska svobodna zveza)

### H
- Jeanine Hennis-Plasschaert (Skupina zavezništva liberalcev in demokratov za Evropo)

### I
- Sophia Helena in 't Veld (Skupina zavezništva liberalcev in demokratov za Evropo)

### K
- Elly de Groen-Kouwenhoven, Europa Transparant (Skupina Zelenih-Evropska svobodna zveza)

### L
- Joost Lagendijk, Green Left (Skupina Zelenih-Evropska svobodna zveza)
- Kartika Liotard (Evropska združena levica – Zelena nordijska levica)

### M
- Albert Jan Maat, Krščanski demokratični poziv (Evropska ljudska stranka - Evropski demokrati)
- Jules Maaten (Skupina zavezništva liberalcev in demokratov za Evropo)
- Toine Manders (Skupina zavezništva liberalcev in demokratov za Evropo)
- Maria Martens, Krščanski demokratični poziv (Evropska ljudska stranka - Evropski demokrati)
- Edith Mastenbroek, Delavska stranka Nizozemske (Stranka evropskih socialistov)
- Erik Meijer (Evropska združena levica – Zelena nordijska levica)
- Jan Mulder (Skupina zavezništva liberalcev in demokratov za Evropo)

### O
- Ria Oomen-Ruijten, Krščanski demokratični poziv (Evropska ljudska stranka - Evropski demokrati)

### V
- Paul van Buitenen, Europa Transparant (Skupina Zelenih-Evropska svobodna zveza)
- Margrietus van den Berg, Delavska stranka Nizozemske (Stranka evropskih socialistov)
- Ieke van den Burg, Delavska stranka Nizozemske (Stranka evropskih socialistov)
- Lambert van Nistelrooij, Krščanski demokratični poziv (Evropska ljudska stranka - Evropski demokrati)

### W
- Jan Marinus Wiersma, Delavska stranka Nizozemske (Stranka evropskih socialistov)
- Corien Wortmann-Kool, Krščanski demokratični poziv (Evropska ljudska stranka - Evropski demokrati)